# Эксперимент: Зло
«Эксперимент: Зло» (англ. The Quiet Ones) — британско-американский фильм ужасов режиссёра Джона Пога, вышедший в прокат 10 апреля 2014 года в Великобритании и 25 апреля 2014 года в США. В России фильм вышел 8 мая 2014 года. Фильм основан на эксперименте Филипа — парапсихологическом эксперименте 1972 года, проведённом в Торонто.

## Сюжет
Неортодоксальный профессор, использующий в своей работе спорные методы, и его лучшие ученики проводят серию тестов на молодой пациентке, подводя ее к грани безумия. Эксперимент выходит из-под контроля, и начинают происходить ужасающие мистические явления с необратимыми последствиями. Группа понимает, что вызвала более страшные и темные силы, чем когда-либо могла себе представить, и против них она бессильна.

## В ролях
- Джаред Харрис — профессор Джозеф Коупленд
- Сэм Клафлин — Брайан Макнил
- Оливия Кук — Джейн Харпер / Иви Двайер
- Эрин Ричардс — Кристина «Крисси» Далтон
- Рори Флек Берн — Гарри Абрамс
- Лори Калверт — Филлипп

## Съёмки
Основные съёмки начались 12 июня 2012 года на «Hammer Film Productions». Позже в июле съёмки начались в Оксфордшире и Хартфордшире. Съёмки проходили в колледже «Мертон» и Бодлианской библиотеке в Оксфорде. «Hammer Films Productions» завершили съёмки 16 июля 2012 года.